# ۶۴۰ (میلادی)
۶۴۰ (میلادی) ششصد و چهلمین سال تقویم میلادی است.

## رویدادها
- (۶۴۰ م) ویرانی شهر کرمانشاه بدست اعراب در پی حمله اعراب به ایران.

## درگذشتگان
‎